# Messenger Plus! Live
Messenger Plus! (antiguamente llamado Messenger Plus! Live y comúnmente abreviado MsgPlus! o simplemente "Plus" o incorrectamente MSN Plus) es un complemento no oficial para Windows Live Messenger creado por Patchou. Este complemento agrega diferentes funciones a Windows Live Messenger que modifican su comportamiento y también su apariencia.
El complemento fue lanzado por primera vez en mayo de 2001 con el nombre de "The Messenger Plus! Extension" para MSN Messenger y Windows Messenger. Más tarde cambió su nombre a "Messenger Plus!". Después, con el lanzamiento del nuevo cliente Windows Live Messenger, se eligió "Messenger Plus! Live". Finalmente, en 2011 se volvió a cambiar el nombre a "Messenger Plus!".

## Historia
Fue creado por Cyril Paciullo, que se hace llamar Patchou, en el año 2002.
En junio del 2006 se lanzó la versión 4 y el software pasó a llamarse Messenger Plus! Live.
En febrero del 2011 se lanzó la versión 5 y el software vuelve a llamarse Messenger Plus!.

## Características
Messenger Plus! Live expande las funciones de la versión pública de Windows Live Messenger 8.1 y 8.5. y la versión 2009. Entre sus características más destacadas se encuentran un formato de texto similar a BBCode, estados personalizados, historial de eventos, historial de conversaciones con cifrado, contactos en el escritorio, auto mensajes, sonidos personalizados, conversaciones en pestañas, bloqueo del Messenger y scripts basados en JavaScript para añadir más funciones.

### Formato de texto
Messenger Plus! permite al usuario enviar y poner el nombre que se muestra en diferentes formatos como, por ejemplo, en negrita, cursiva, subrayado y también en colores. El tipo de formato puede ser estilo BBCode (códigos de formato comunes en foros) o IRC. Además, como información adicional, solo los usuarios que tienen Messenger Plus! instalado pueden ver estos formatos.

### Estados personalizados
Crea estados personalizados con una etiqueta especial para el nombre, un mensaje personal o incluso un mensaje de respuesta automático.

### Cuentas múltiples
Messenger Plus! permite al usuario abrir múltiples instancias del cliente de Messenger en una misma computadora, para así poder iniciar sesión en más de una cuenta. Esta característica es también conocida como poligamia.

### Mensajes rápidos
El usuario puede añadir una serie de mensajes para enviarlos de forma rápida o para reemplazar algún texto. También funciona como un filtro de palabras.
Para poder ver lo que dice otro contacto que escribe en otro idioma, puedes copiar el texto que te ha enviado como si lo fueras a enviar; automáticamente se traduce el texto al idioma que desees. Por ejemplo, si te escriben en chino y pero tú solo puedes responder en español, copia el mensaje, pégalo en el espacio para enviar el texto y aparecerá la traducción de lo que ese usuario te ha escrito.

### Historial de eventos
Guarda un historial de los cambios de nombre, los cambios de estado y otros eventos de tus contactos. Estos eventos se pueden ver en tiempo real usando el Visor de Eventos.

### Escaneo de emoticones
El cliente de Messenger puede hacer un escaneo rápido de los emoticonos más usados, para obtener una mejor y veloz visualización, alojada en el historial de conversaciones (solo si historial activado).

### Historial de conversaciones
Messenger Plus! implementó la característica de un historial de conversaciones antes que el mismo Messenger. Messenger Plus! trae la opción de guardar conversaciones en HTML, en el cual, las conversaciones, los iconos gestuales personalizados, guiños y otros eventos son registrados en un visor de historiales. También trae la característica de cifrar tus conversaciones con una contraseña. Esta función solo es capaz de guardar las conversaciones en el computador donde se ejecute.

### Contactos en escritorio
Messenger Plus! Live permite escoger qué contactos pueden aparecer en el escritorio en pequeñas ventanas flotantes. Se puede ver el estado del contacto, iniciar una conversación o empezar una transferencia de archivos desde el escritorio sin tener que abrir la lista de contactos del Windows Live Messenger.

### Auto mensajes
Esta opción permite dejar un mensaje que será enviado automáticamente a todos o algunos contactos (dependiendo del filtro que apliques) cuando comiencen una conversación, por ejemplo, quieres avisarles que estás ausente de tu computadora.

### Bloqueo de Messenger
Formalmente conocido como Modo de Protección Anti-jefe, el bloqueo de Messenger permite a los usuarios rápidamente esconder las ventanas del Messenger, por ejemplo, de su supervisor. Esta función convierte el icono del Messenger en la barra de tareas en uno definido por el usuario, con el Messenger teniendo que ser desbloqueado con un doble clic en el ya antes mencionado icono. También permite al usuario mandar automáticamente un mensaje a cualquier contacto con quien estén actualmente hablando. Debe decirse, que hay cuadros de diálogo que no se esconden con esta función (como el que notifica al usuario que su correo electrónico ha sido agregado por otro).

### Sonidos personalizados
La función de sonidos personalizados, que apareció por primera vez en la versión 3.50, permite configurar y mandar sonidos descargados a los contactos. Los sonidos pueden empacarse en Paquetes de Sonidos, que pueden ser compartidos entre los usuarios. Para crear nuevos sonidos, un usuario puede grabar un "mensaje de voz" usando un micrófono o también puede importar un archivo de sonido. Luego, tiene la opción de convertirlo y acortarlo a una longitud apropiada para guardarlo.
Los servidores de Sonido han sido configurados para guardar todos los sonidos del Messenger Plus!. La primera vez que un sonido se envía, se sube a los servidores. Cuando un usuario recibe un sonido, los servidores lo descargan y lo guardan de forma local en la memoria caché.

### Skins de Messenger
Con esta opción se puede modificar el aspecto del Messenger. Desde la versión 4.50 funcionan como ficheros independientes, con lo que no se altera el código del programa.

### Scripts
Los scripts son pequeños códigos que permiten la creación de aplicaciones variadas para Messenger, como manipular el apodo que se muestra en las conversaciones.

### Otras funciones
- El programa se ejecuta como un .dll en vez de un .exe, lo cual hace que el programa ocupe menos espacio en memoria.
- Una función de scripts reemplaza la función de plugin lo que permite a los plugin ser hechos rápida y fácilmente.
- Los chats logs ahora se almacenan en formato XML, lo que permite el formato personalizado con CSS.
- Visor de log de conversación incorporado.
- Nueva skin para Opciones de Msg Plus!
- Gestor de contactos que permite comparar las cuentas de otros usuarios con la lista de contactos de la cuenta actual:
- Cuentas que han agregado al usuario actual a su lista de contactos. Y si el usuario actual las tiene a su vez o no.
- Número de zumbidos infinito.

## Enlaces y descargas
- The Guardian: artículo sobre Patchou en inglés.
- Foro Oficial del Messenger Plus! en español.
- Base de datos de scripts en inglés.
- Base de Datos Oficial de Packs de Sonidos en inglés.